# Anthophora erschowi
Anthophora erschowi är en biart som beskrevs av Fedtschenko 1875. Anthophora erschowi ingår i släktet pälsbin, och familjen långtungebin. Inga underarter finns listade i Catalogue of Life.